# 林子豪 (棒球運動員)
林子豪（2002年3月29日—），為台灣阿美族棒球選手，目前效力於中華職棒統一7-ELEVEn獅，主要守備位置為三壘手、一壘手，亦可兼守游擊。於2020年季中選秀會被統一7-ELEVEn獅以第一輪第二順位選進。中信兄弟的宋晟睿是他的叔叔。

## 早年
- 新北市土城區土城國民小學少棒隊
- 新北市板橋區新埔國民小學少棒隊
- 新北市立新埔國民中學青少棒隊
- 桃園市立平鎮高級中等學校青棒隊

## 職棒生涯
2021年3月26日，與樂天桃猿比賽敲出安打，原本應該是生涯首安，但當日比賽因為濃霧保留，在比賽尚未成立前成績不列入計算，但隔日(3月27日) 與中信兄弟交手再敲出安打，才算是真正的生涯首安。同年4月11日對戰中信兄弟於五局上，從鄭凱文手中擊出生涯首轟，而且單場4打數4支安打，且有5打點，以19歲又13天成為中職最年輕單場4支安打、單場5打點的球員。
2021年4月11日，在台中洲際棒球場對戰主場球隊中信兄弟隊的賽事中，締造以19歲又13天成為中職最年輕單場4支安打、5分打點的球員。
2021年5月15日，統一7-11獅隊於主場台南市立棒球場迎戰來訪的富邦悍將，在延長賽第10局擊出致勝分的再見安打，亦是職棒生涯首支再見安打，並為單場MVP，同時締造了「中職史上最年輕的再見安打球員」（19歲47天）。
林子豪長期受右肩夾擠所困。因右肩傷勢，2023年未被選入季後賽名單。季後，他檢查出右肩關節唇破裂；在建議下，他選擇復健、強化肌群，並修改傳球動作。2024年春訓期間，他又發生腰部受傷，考量累積傷勢，最終未被納入開季陣容。他4月上旬在二軍開始復健賽，雖然期間打擊表現出色，其不穩定的傷勢使教練團憂慮其未來守備及跑壘能力。7月中，他接受椎間盤突出及膝蓋半月板手術，提早結束其球季。

## 職棒生涯成績
| 年度 | 球隊           | 出賽 | 打數 | 安打 | 全壘打 | 打點 | 盜壘 | 四死 | 三振 | 壘打數 | 雙殺打 | 打擊率 | 上壘率 | 長打率 | OPS   |
| ---- | -------------- | ---- | ---- | ---- | ------ | ---- | ---- | ---- | ---- | ------ | ------ | ------ | ------ | ------ | ----- |
| 2021 | 統一7-ELEVEn獅 | 80   | 219  | 56   | 1      | 26   | 7    | 25   | 46   | 69     | 3      | 0.256  | 0.332  | 0.315  | 0.647 |
| 2022 | 統一7-ELEVEn獅 | 73   | 234  | 66   | 4      | 25   | 5    | 12   | 44   | 87     | 2      | 0.282  | 0.312  | 0.372  | 0.684 |
| 2023 | 統一7-ELEVEn獅 | 77   | 247  | 65   | 2      | 23   | 4    | 38   | 42   | 86     | 8      | 0.263  | 0.360  | 0.348  | 0.708 |
| 合計 | 3年            | 230  | 700  | 187  | 7      | 74   | 16   | 75   | 132  | 242    | 13     | 0.267  | 0.336  | 0.346  | 0.682 |

## 外部連結
- 林子豪在台灣棒球維基館上的頁面（繁體中文）
- 林子豪在中華職棒官網
- 林子豪在Baseball-Reference.com（小聯盟以及海外聯盟）（英语）
- 林子豪的Instagram帳戶